# Ulepszanie cieplne
Ulepszanie cieplne – Obróbka cieplna polegająca na połączeniu hartowania z wysokim odpuszczaniem. Stosowana na odpowiedzialne wyroby stalowe, które poddawane są obróbce skrawaniem, takie jak wały okrętowe i samochodowe, wały korbowe, części broni maszynowej itp.
Ulepszanie cieplne prowadzi do:
- wzrostu właściwości plastycznych (udarności, wydłużenia do zerwania, przewężenia),
- wzrostu wytrzymałości na rozciąganie,
- wzrostu odporności na pękanie, tzn. krytycznego współczynnika intensywności naprężeń w płaskim stanie odkształcenia lub krytycznej całki energii „całka Rice”,
- spadku twardości.

Ulepszaniu cieplnemu poddaje się stale średnio węglowe, o odpowiedniej wysokiej hartowności, zwykle zawierające dodatek stopowy Cr, Mo, Ni.
Właściwości stali po ulepszaniu cieplnym wynikają z mikrostruktury.
Stal po ulepszaniu cieplnym charakteryzuje się strukturą sorbityczną.
Wysokie odpuszczanie stali przeprowadza się w temperaturze ok. 500 °C. Konkretne wartości stosowanych temperatur odpuszczania zależą od konkretnego typu stali, można odnaleźć w normach.
Nieprawidłowo przeprowadzone odpuszczanie może doprowadzić do tzw. kruchości odpuszczania drugiego rodzaju.